# David Havili

a Compétitions nationales et continentales officielles uniquement.

b Matchs officiels uniquement.
Dernière mise à jour le 25 novembre 2024.
David Havili, né le 23 décembre 1994 à Nelson (Nouvelle-Zélande), est un joueur de rugby à XV international néo-zélandais évoluant principalement aux postes d'arrière ou de centre. Il évolue avec la franchise des Crusaders en Super Rugby depuis 2015, et avec la province de Tasman en National Provincial Championship depuis 2014.

## Carrière

### En club
David Havili commence à jouer au rugby dans sa ville natale, avec le Nelson RFC, dans le championnat amateur de la province de Tasman,. Il a alors la particularité de jouer avec son père Bill, et son jeune frère William.
En 2014, il rejoint la province de Tasman en NPC. Il fait ses débuts le 17 août 2014 contre Hawke's Bay.
En 2015, il est retenu pour évoluer avec la franchise des Crusaders en Super Rugby. Avec cette équipe, après des débuts où il évolue à l'aile et au centre, il s'impose au poste d'arrière, déplaçant ainsi le titulaire habituel du poste Israel Dagg à l'aile,. Avec son équipe, il remporte le Super Rugby pour la première fois en 2017. Il réitère la même performance la saison suivante, et se distingue cette fois en inscrivant un essai dans chacun des matchs de phase finale,.
Il est nommé capitaine de Tasman pour la saison 2018 de NPC.
En 2019, après une nouvelle saison pleine sur le plan personnel (dix-sept matchs, sept essais), il remporte pour une troisième fois consécutive le Super Rugby avec les Crusaders.
Plus tard la même année, il mène sa province de Tasman vers leur premier titre de NPC de leur histoire, après avoir vaincu Wellington en finale,.
En 2020, il est longuement écarté des terrains, après avoir été hospitalisé pour une infection des intestins,. La même année, il prolonge son contrat avec les Crusaders, et la fédération néo-zélandaise, jusqu'en 2023.
Lors de la saison 2021, à cause de l'émergence de Will Jordan au poste d'arrière, et la blessure du centre Braydon Ennor, il est repositionné au poste de premier centre avec les Crusaders. Ce changement de poste se révèle être un franc succès, et Havili se révèle rapidement être indispensable à ce poste grâce à ses qualités techniques et athlétiques,.

### En équipe nationale
En 2014, il est sélectionné avec l'équipe de Nouvelle-Zélande des moins de 20 ans pour participer au camp d'entrainement en vue du championnat du monde. S'il n'est pas retenu dans un premier temps, il est appelé en cours de compétition afin de remplacer Simon Hickey blessé, et participe au match pour la troisième place.
En septembre 2017, il est sélectionné pour la première fois par Steve Hansen pour évoluer avec les All Blacks dans le cadre du Rugby Championship 2017,. Il connait sa première cape internationale le 30 septembre 2017 à l’occasion d’un match contre l'équipe d'Argentine à Buenos Aires. Il marque à cette occasion son premier essai au niveau international.
En dépit de bonnes performances avec les Crusaders, Havili connaît par la suite trois ans sans sélection à cause de l'importante concurrence au poste d'arrière, ratant notamment la Coupe du monde 2019,.
Suivant son repositionnement au centre, il est rappelé en sélection en juin 2021 par Ian Foster, afin de participer à la série de test-matchs contre les Tonga et les Fidji,. Il s'installe immédiatement à ce poste avec les All Blacks, et s'affirme comme une solution crédible au centre sur le long terme,

## Palmarès

### En franchise et province
- Finaliste du NPC en 2014, 2016 et 2017 avec Tasman.
- Vainqueur du NPC en 2019 et 2020 avec Tasman.
- Vainqueur du Super Rugby en 2017, 2018, 2019, 2022, 2023 et 2025 avec les Crusaders.
- Vainqueur du Super Rugby Aotearoa en 2020 et 2021 avec les Crusaders.

### En équipe nationale
- Vainqueur du Rugby Championship en 2017, 2021 et 2022.
- Finaliste de la Coupe du monde 2023.

## Statistiques
Au 25 novembre 2024, David Havili compte 30 capes en équipe de Nouvelle-Zélande, dont 17 en tant que titulaire, depuis le 30 septembre 2017 contre l'équipe d'Argentine à Buenos Aires. Il inscrit 9 essais (45 points). Avec les Kiwis, il dispute une Coupe du monde en 2023. Il participe à quatre éditions du Rugby Championship, en 2017, 2021, 2022 et 2024.